# Jean-Luc Brassard
Jean-Luc Brassard (Salaberry-de-Valleyfield, 24 de agosto de 1972) es un deportista canadiense que compitió en esquí acrobático, especialista en las pruebas de baches.
Participó en cuatro Juegos Olímpicos de Invierno, entre los años 1992 y 2002, obteniendo una medalla de oro en Lillehammer 1994, en la prueba de baches.
Ganó tres medallas en el Campeonato Mundial de Esquí Acrobático entre los años 1993 y 1997.

## Medallero internacional
| Juegos Olímpicos   | Juegos Olímpicos      | Juegos Olímpicos | Juegos Olímpicos |
| Año                | Lugar                 | Medalla          | Competición      |
| ------------------ | --------------------- | ---------------- | ---------------- |
| 1994               | Lillehammer (Noruega) | Medalla de oro   | Baches           |
| Campeonato Mundial |                       |                  |                  |
| Año                | Lugar                 | Medalla          | Competición      |
| 1993               | Altenmarkt (Austria)  | Medalla de oro   | Baches           |
| 1995               | La Clusaz (Francia)   | Medalla de plata | Baches           |
| 1997               | Nagano (Japón)        | Medalla de oro   | Baches           |